# 庫爾基陶卡山
14°6′23″S 70°36′21″W / 14.10639°S 70.60583°W
庫爾基陶卡山（Colquetauca），是秘魯的山峰，位於該國東南部普諾大區，由卡拉瓦亞省的馬庫薩尼區負責管轄，屬於韋爾卡努塔山脈的一部分，海拔高度約5,000米。